# Линь Е
Линь Е (кит. упр. 林燁; род. в 1974 году) — китайская шахматистка, мастер ФИДЕ среди женщин (1995) и международный арбитр.

## Биография
В 1995 году Линь Е участвовала в межзональном турнире по шахматам среди женщин в Кишинёвe, где заняла 40-е место. 
Линь Е также известна как арбитр шахматных турниров. В 2008 году она стала арбитром ФИДЕ (ФА), а в 2011 году получила звание международного арбитра (IA). Она судила шахматные турниры на Летных Азиатских играх в 2010 году и на Летней Универсиаде в 2011 году].

## Изменения рейтинга
| Графики недоступны из-за технических проблем. См. информацию на Фабрикаторе и на mediawiki.org. |